# Demetrios von Athen (Bildhauer)
Demetrios von Athen war ein antiker griechischer Bildhauer. Er war der Sohn eines Philon und stammte aus dem athenischen Demos Ptelea. Er war im 2. Jahrhundert n. Chr. aktiv.
Demetrios ist durch zwei Künstlersignaturen bekannt. Diese befinden sich auf Sockeln von nicht erhaltenen Statuen. Der eine Sockel, eine viereckige Basis aus hymettischem Marmor, steht im Dionysostheater in Athen und trug die Statue eines Diomedes, den die Forschung meist für einen sonst unbekannten Dramatiker hält. Es könnte sich aber auch um eine Statue des Heros Diomedes handeln. Der andere steht in der Nähe des Prytaneion von Athen (heute bei der Kirche Hagios Demetrios Katiphoris). Darauf stand die von einem dankbaren Patienten errichtete Bildsäule des Arztes Argaios, der etwa zur Zeit des Augustus tätig war.